# Рерих, Елена Ивановна
Еле́на Ива́новна Ре́рих (урождённая Шапошникова) (31 января (12 февраля) 1879 год, Санкт-Петербург — 5 октября 1955, Калимпонг, Индия) — русский религиозный философ (в отдельных источниках философ или эзотерический философ), писательница, общественный деятель.
Утверждала, что методом яснослышания получала послания от Махатмы Мориа. На основе дневниковых записей Елены Рерих была издана серия книг о религиозно-философском учении «Живой этики» («Агни Йога»). В 1994 году Архиерейский Собор РПЦ отлучил от Церкви последователей учения Елены Рерих «Агни Йога».
Автор книги «Основы буддизма», перевела на русский язык два тома «Тайной Доктрины» Елены Блаватской, а также избранные Письма Махатм («Чаша Востока»). Идеи, изложенные Еленой Рерих в Агни Йоге, оказали сильное влияние на формирование и развитие нью-эйджа в России.
Организатор и участница культурно-просветительской деятельности, развёрнутой под руководством Николая Рериха в России, США и других странах; участница экспедиции, организованной Николаем Рерихом по труднодоступным и малоисследованным районам Центральной Азии (1924—1928); почётный президент-основатель Института Гималайских исследований «Урусвати» в Индии, почётный президент-основатель музея Николая Рериха в Нью-Йорке.
Супруга Николая Рериха. Мать двоих сыновей — Юрия и Святослава.

## Жизнь и творчество

### Происхождение и детство

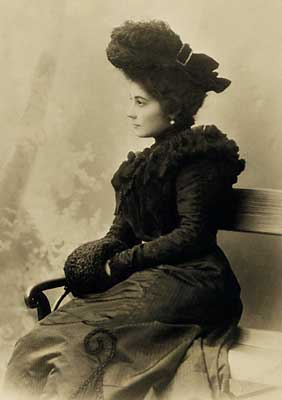
Елена Ивановна Рерих. 1900. Санкт-Петербург

Елена Ивановна Рерих родилась в семье известного петербургского академика архитектуры Ивана Ивановича Шапошникова. Её мать, Екатерина Васильевна Шапошникова, принадлежала к старинному роду Голенищевых-Кутузовых, была двоюродной правнучкой полководца Михаила Илларионовича Голенищева-Кутузова.
Елена Ивановна росла в семье, окружение которой составляли известные музыканты, писатели, художники. Очень рано начала читать книги художественного, исторического и духовно-философского характера; была одарённой личностью, достигла высокого уровня игры на фортепиано, увлечённо занималась рисованием, изучала философию, мифологию и религию.
В 1895 году Елена с золотой медалью окончила Мариинскую женскую гимназию в Санкт-Петербурге. Затем поступила в Санкт-Петербургскую музыкальную частную школу, директором которой был профессор игры на фортепиано Иосиф Александрович Боровка — заметная фигура музыкальной жизни Петербурга того времени.
После окончания школы Елена Ивановна собиралась продолжить обучение в Петербургской консерватории. Но родственники, опасаясь, что она увлечётся революционными настроениями в студенческой среде, запретили ей поступать в консерваторию.

### Брак с Николаем Рерихом

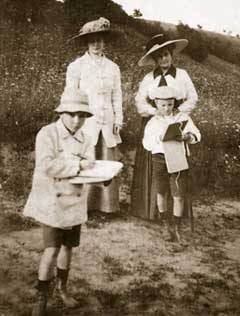
Елена Ивановна Рерих (справа) с сыновьями

Елена часто проводила лето с матерью в Бологом Новгородской губернии у своей тёти Евдокии Васильевны Путятиной, в имении её мужа — князя Павла Арсеньевича Путятина, известного археолога и коллекционера. В 1899 году в Бологом состоялась её встреча с художником и археологом Николаем Константиновичем Рерихом. Молодые люди полюбили друг друга и, несмотря на то, что родственники Елены были против их свадьбы, в 1901 году обвенчались в церкви Императорской Академии художеств на Васильевском острове (Санкт-Петербург). На месте их встречи в Бологом в 2001 году был воздвигнут памятный мемориал («Памятник любви») со словами Николая Рериха из очерка «Университет»: «…В Бологом, в имении князя П. А. Путятина, я встретил Ладу, спутницу и вдохновительницу. Радость!» Это был прочный союз двух любящих людей, объединённых глубокими взаимными чувствами и общими взглядами. «Дружно проходили мы всякие препоны, — писал Николай Рерих о своём браке на склоне лет. — И препятствия обращались в возможности. Посвящал я книги мои: „Елене, жене моей, другине, спутнице, вдохновительнице“». Художник, называя её в своих произведениях «Ведущей», писал: «Творили вместе, и недаром сказано, что произведения должны бы носить два имени — женское и мужское».
В семье Рерихов было двое детей. В августе 1902 года родился старший сын Юрий, ставший в будущем учёным-востоковедом с мировым именем, а в октябре 1904-го появился на свет младший из Рерихов — Святослав, будущий художник, мыслитель, общественный деятель. Елена Ивановна уделяла большое внимание воспитанию детей — читала им книги, занималась иностранными языками и музыкой. Вместе они посещали лучшие концерты, выставки и театр. Она помогала каждому из сыновей выявить собственные интересы и склонности и создавала наиболее благоприятные условия для их развития. С ранних лет дети росли в атмосфере общения родителей с людьми искусства. Художник Серов написал портрет Елены Рерих.

### Деятельность в России и эмиграция

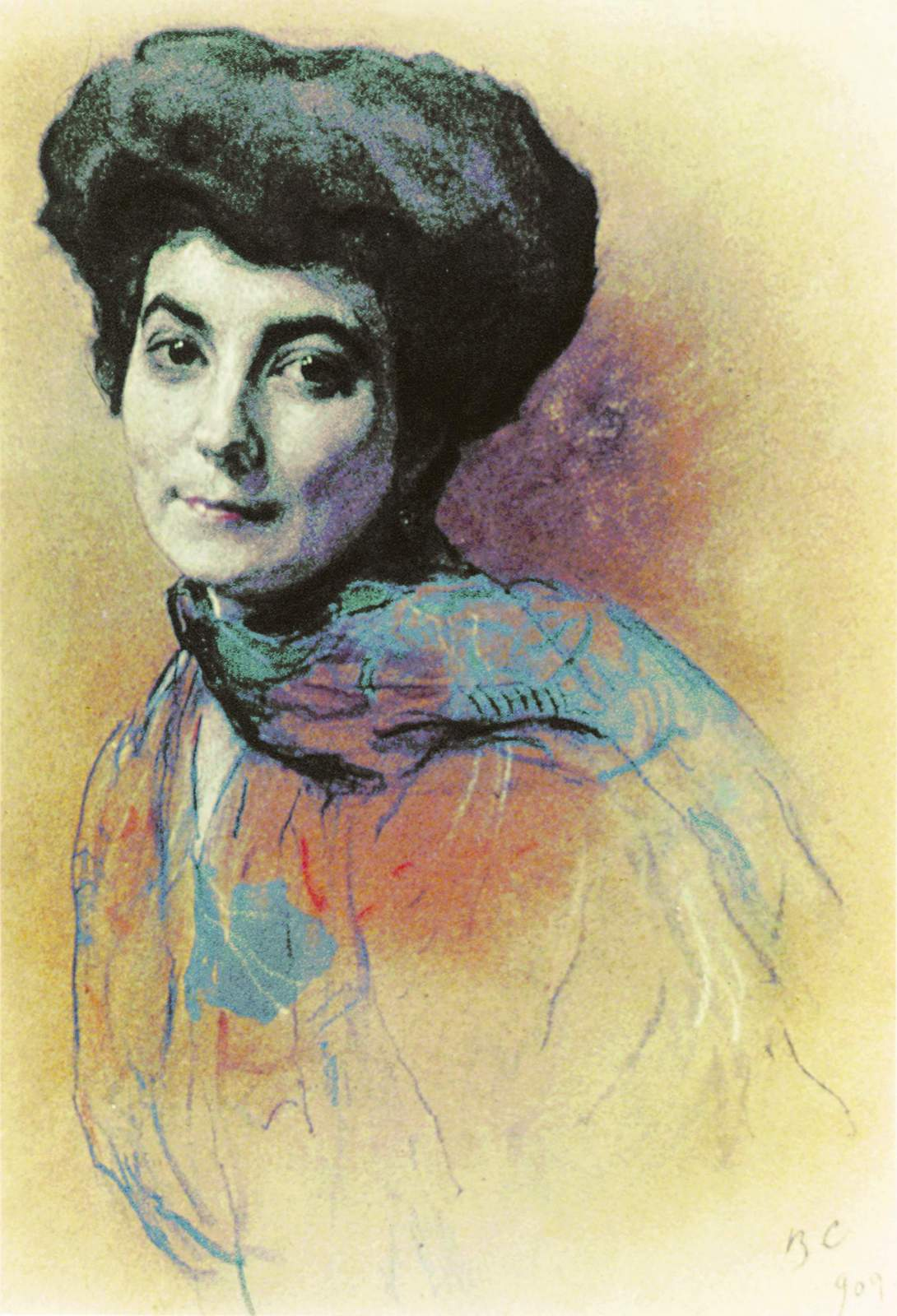
«Портрет Е. И. Рерих». 1909.
Валентин Серов

Е. И. Рерих поддерживала все начинания мужа, вникала во все сферы его культурной деятельности. В 1903 — 1904 годах в поисках истоков национальной истории и культуры Рерихи совершили путешествие по сорока древнерусским городам, во время которого Елена Ивановна фотографировала церкви, памятники архитектуры, их роспись и орнамент. Овладевала мастерством реставратора.
Проявилось её художественное чутьё и в роли коллекционера произведений искусства и предметов старины. Рерихами была собрана превосходная семейная коллекция более чем из трёхсот произведений (часть из них после революции поступила в Эрмитаж). Елена Ивановна была хорошо осведомлена и в археологии. Она часто выезжала с супругом на раскопки в Новгородскую и Тверскую губернии и наравне с ним участвовала в этой работе.
Муж и сыновья высоко ценили роль Елены Ивановны как наставника и хранителя устоев семьи.
В 1916 году семья Рерихов из-за тяжёлой болезни лёгких Н. К. Рериха по настоянию врачей переезжает в Финляндию (Сердоболь), на побережье Ладожского озера.
В 1918 году Финляндия объявила свою независимость и закрыла границы с Россией. Рерихи оказались отрезанными от России. В 1919 году семья выехала в Англию и поселилась в Лондоне.
В Лондоне начинается сближение Рерихов с Теософским обществом, основанным Е. П. Блаватской. К теософам Рерихов привёл В. А. Шибаев. В июле 1920 года Елена Ивановна и Николай Константинович Рерихи получили приветственное письмо и официальные удостоверения о членстве в Теософском обществе, подписанные президентом Общества А. Безант и генеральным секретарём английского отделения Г. Бейли Увером.

### Спиритические сеансы
В светской среде Петербурга было распространено увлечение спиритическими опытами, в которых муж Елены Рерих, Николай, участвовал с 1900 года. В эмиграции с весны 1920 года уже вся семья Рерихов была увлечена спиритизмом, в их доме проводились «сеансы», на которые приглашались друзья и высокопоставленные сановники. Осваивался метод «автоматического письма», под которым в оккультно-мистической практике подразумевается контакт с некоторым духом. Непосредственные записи методом автоматического письма делал главным образом Н. К. Рерих, а отчасти и его сын Юрий. Сама Елена Рерих мечтала овладеть этим методом духообщения, полагая, что таким путём могут быть получены истинные сообщения от «Владык», хотя уверяла, что «она никогда автоматически не писала».
«Автоматическое письмо достигается временным допущением контроля над физической рукой медиума эфирною рукою контролирующей развоплощённой сущности»
О спиритических сеансах Рерихов известно из сообщений их приближённых, из их внутрисемейной переписки и дневниковых записей, где есть свидетельства того, что на сеансах со столом Рерихи якобы вызывали души умерших людей. Дочку своих друзей Е. Рерих «познакомила» с духом, который представлялся как «греческий певец VI в. до Рождества Христова» и давал «ценные указания».
Во время спиритических сеансов «столоверчения», которые не были самоцелью, Рерихи пытались установить контакт с Учителями (Махатмами), что, по их представлению, им удалось сделать со второй половины 1921 года. Позже Рерихи стали запрещать своему окружению использовать спиритические сеансы, а для визуализации своих собеседников и для их слышания семье Рерихов уже не нужна была помощь стола.
Некоторые исследователи считают, что имели место реальные встречи Рерихов с Махатмами, действительное существование которых считается наукой недоказанным. Другие исследователи, сторонники или критики рериховской эзотерической космологии, изучавшие дневники Елены Рерих, полагают, что её собеседники «являлись» из астрального мира и в «астральных телах».

### Живая Этика
Основная статья: Живая Этика
По утверждению Елены Рерих книги Живой Этики (Агни-Йоги), религиозно-философского учения, претендующего на синтез всех йог и религий, были написаны в результате «бесед» с Махатмой Мориа. Это сотрудничество продолжалось в 1920—1940 годы. Елена Рерих утверждала, что методом яснослышания получала от Махатмы Мориа послания, которые были изданы серией из 14 книг, составляющих учение. Философия Агни-Йоги основана на идеях эзотеризма. Рериховское движение почитателей Агни-Йоги, возникшее в 1990-е годы, оказало особенное влияние на развитие движения Нью-эйдж в России.
Об Агни-Йоге Рерих писала:

Внимательный читатель с первых же книг мог составить себе ясное представление об этом высоконравственном и жизненном Учении. Именно жизненном, ибо, как и все моральные Учения всех народов и всех веков, Учение Живой Этики есть прежде всего Учение Жизни, и потому, как и все они, оно имеет единую всеобъемлющую задачу научить людей мудро и достойно проходить земной путь, принося труд и совершенствование на Общее Благо. Каждое Учение Жизни, как таковое, охватывает всё жизненное строительство, и потому Общее Благо есть цель его. <…> 

Итак, Учение Жизни, преподавая великие основы Мироздания и Этики, освещает их со всех углов и попутно расставляет вехи, иначе говоря, указует направление эволюции. (Рерих Е. И. Письма)
Существует критическое мнение Русской православной церкви о философском наследии Рерихов, в котором учение Живой Этики считается несовместимым с христианством. Данная точка зрения отражена в Определении Архиерейского Собора 1994 года.

### Переезд в США
В 1920 году Н. К. Рерих получил приглашение принять участие в турне по США с выставкой своих картин. Вместе с мужем и детьми Е. И. Рерих выехала в Нью-Йорк. Там под руководством Н. К. Рериха и при непосредственном участии Елены Ивановны была развёрнута широкая культурно-просветительская деятельность. Её кульминацией стало создание в Америке таких культурных организаций как Музей Николая Рериха, Мастер-Институт Объединённых Искусств, Международное объединение художников «Cor Ardens» («Пылающие сердца») Международный художественный центр «Corona Mundi» («Венец Мира»). Все эти культурные центры, организованные Рерихами, оказали большое влияние на развитие культуры. Действующие во всём мире под эгидой этих организаций общества, творческие клубы и образовательные учреждения, объединяли людей во имя созидательной культурной деятельности. «Радостно видеть, — писала Елена Ивановна, — как в дни разрушения светлые души собираются во имя Культуры, стараясь сохранить огонь и дать радость творческого созидания и расширения сознания ищущим выхода из создавшегося умственного тупика, ведущего за собою и материальное бедствие».

### Индия.Центрально-Азиатская экспедиция.

Е. И. Рерих во время Центрально-Азиатской экспедиции

В декабре 1923 года Е. И. Рерих вместе со своей семьёй едет в Индию. В это время принимает у мужа эстафету записи духовных посланий и наставлений «свыше», которые меняют свой обобщённый духовно-поэтический характер (книги Н. К. Рериха «Цветы Мории», «Листы Сада Мории») на более содержательный и дидактически-прикладной.
Индия вызывала у Рерихов особый интерес. Увлечение Индией и её духовной культурой не было чем-то необычным для российской интеллигенции того времени. Культурная Россия переживала в конце XIX — начале XX века неудержимую тягу к этой стране, ощущая созвучие своих нравственных исканий индийской духовной традиции.
С 1924 по 1928 год Елена Ивановна участвует в Центрально-Азиатской экспедиции, организованной Н. К. Рерихом по труднодоступным и малоисследованным районам Индии, Китая, России (Алтай), Монголии и Тибета.
В ходе экспедиции были проведены исследования по различным отраслям знания: истории, археологии, этнографии, истории философии, искусств и религий, географии и др., отмечены на карте неизвестные ранее вершины и перевалы, найдены редчайшие манускрипты, собраны богатые лингвистические материалы. Особое внимание уделено проблеме исторического единства культур разных народов.
Экспедиция проходила в очень сложных условиях, требовавших от участников мужества и терпения. Е. И. Рерих разделила с остальными все тяготы путешествия — тяжёлые переходы, нападения разбойников, препятствия, чинимые английскими властями, которые чуть не привели к гибели экспедиции. «На коне вместе с нами Елена Ивановна проехала всю Азию, — писал Н. К. Рерих, — замерзала и голодала в Тибете, но всегда первая подавала пример бодрости всему каравану. И чем больше была опасность, тем бодрее, готовнее и радостнее была она. У самой пульс был 140, но она всё же пыталась лично участвовать и в устроении каравана, и в улажении всех путевых забот. Никто никогда не видел упадка духа или отчаяния, а ведь к тому бывало немало поводов самого различного характера».

### Институт «Урусвати»
После завершения Центрально-Азиатской экспедиции Рерихи остались жить в Индии, в долине Кулу (Западные Гималаи), где в 1928 году основали Институт Гималайских исследований «Урусвати» (в переводе с санскрита «Свет Утренней звезды»). Он был задуман как институт комплексного изучения обширных районов Азии, которые оказали огромное влияние на развитие мировой культуры. Также целью «Урусвати» было комплексное изучение человека, его психологических и физиологических особенностей. Е. И. Рерих становится почётным Президентом-основателем института и принимает активное участие в организации его работы. Тонкий знаток искусства, глубокий философ — она хорошо ориентировалась в научных проблемах, которыми занимался институт, и часто давала направление исследованиям как хорошо подготовленный учёный. Основная деятельность Елены Ивановны состояла в изучении древней философской мысли Востока.
Е. И. Рерих мечтала о том, что в долине Кулу когда-нибудь вырастет город Знания, который станет международным научным центром. «Мы желаем в этом Городе дать синтез достижений, поэтому все области науки должны быть впоследствии представлены в нём. И так как Знание имеет своим источником весь Космос, то и участники станции должны принадлежать всему миру, то есть всем национальностям…»

В наш век уже усвоено, что если человечество хочет развиваться, то оно должно допустить некоторое международное сотрудничество. Хотя в настоящей стадии сотрудничество это проявляется гораздо мощнее в области механических и материальных достижений, нежели в духовном объединении. Но наука идёт такими гигантскими шагами вперёд, что скоро будет осознана и следующая ступень, именно ступень сотрудничества с Космосом, и тогда космическое сознание перестанет пугать даже самых неучёных, а станет явлением обычным, и никакой человек, осознавший своё место в Космосе, не сможет оставаться в своём скворешнике. Тогда наступит и духовное объединение. (Рерих Е. И. Письма)

### Написание книг и переводы

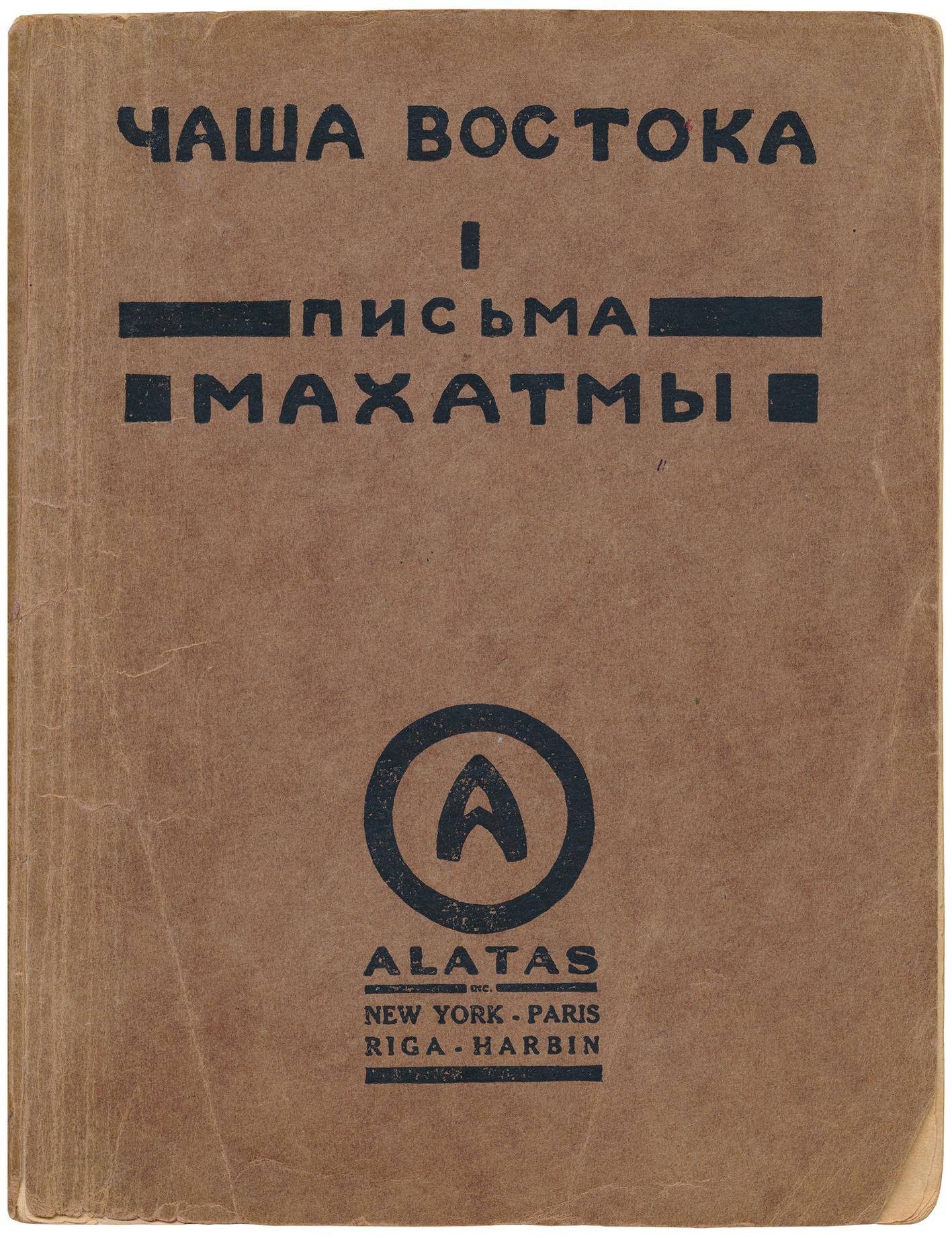
Чаша Востока. I. Письма Махатмы. Перевод Искандер Ханум (Е. И. Рерих). Нью-Йорк Париж Рига Харбин. Алатас, 1925

23 апреля 1925 года, во время пребывания экспедиции Н. К. Рериха в Гульмарге (Северо-Западная Индия), Е. И. Рерих приступает к переводу с английского языка на русский обширной выборки из вышедших в Лондоне в 1923 году «Писем Махатм», посвящённой изложению восточных доктрин и истории основания Теософского Общества. Выборка писем составила первую (и последнюю) книгу серии «Чаша Востока» под названием «Письма Махатмы» и в 1925 году вышла под псевдонимом Искандер Ханум.
В 1926 году в Монголии, в Урге (Улан-Батор), где в это время находилась экспедиция, была издана рукопись Е. И. Рерих «Основы буддизма», в которой трактуются фундаментальные философские понятия учения Будды, такие как перевоплощение, закон кармы, Нирвана. В книге также говорится о глубочайшей нравственной основе этого учения и опровергается один из основных стереотипов западного мышления того времени о человеке в буддизме как о ничтожном, забытом Богом существе.
В Кулу Елена Ивановна продолжает работу над книгами Живой Этики, основным трудом своей жизни. Образу Хранителя и Заступника земли русской Е. И. Рерих посвящает отдельный очерк «Преподобный Сергий Радонежский», в котором соединяет отличное знание истории и богословия с глубокой и трепетной любовью к подвижнику. Эта работа входит в книгу «Знамя Преподобного Сергия Радонежского», которая была издана под псевдонимом Н. Яровская в 1934 году.
В первой половине 1930-х годов Е. И. Рерих перевела на русский язык два тома фундаментального труда Е. П. Блаватской «Тайная Доктрина». Целые абзацы этого объёмного трактата были даны на разных, чаще всего древних языках. Блестящее владение иностранными языками и глубокое знание философии позволило Елене Ивановне справиться с этой работой за рекордно быстрые сроки (менее двух лет)

### Эпистолярное наследие
Е. И. Рерих вела переписку более чем со 140 корреспондентами. География писем охватывает Северную и Южную Америку, Западную и Восточную Европу, много стран. Люди различного возраста и профессий, социального положения делились с ней своими размышлениями, просили совета, рассказывали о своей судьбе. Среди корреспондентов Елены Ивановны — друзья, ученики, деятели культуры, политические лидеры. В письмах Е. И. Рерих даёт ответы на многочисленные вопросы, разъясняет самые сложные философские и научные проблемы, основы Живой Этики. Она пишет о великих Космических Законах, о смысле человеческого существования, о значении культуры в эволюции человечества, о Великих Учителях.
В 1940 году в Риге впервые вышел двухтомник «Писем Елены Рерих», который неоднократно переиздавался. Полное собрание писем Е. И. Рерих издано Международным Центром Рерихов.

### Общественная деятельность Е. И. Рерих в 1930-е годы
18 ноября 1933 года Е. И. Рерих вместе с супругом были выбраны почётными президентами «Постоянного Комитета Пакта Рериха и Знамени Мира» — Договора об охране художественных и научных учреждений и исторических памятников. Во время Маньчжурской экспедиции Н. К. Рериха (1934—1935 гг.) Елена Ивановна вела всю деловую переписку с международными культурно-просветительскими организациями и координировала их деятельность в поддержку Пакта Рериха, а также курировала работу отделений созданной по её инициативе Всемирной Лиги Культуры. Итогом этого труда стало подписание Пакта Рериха 15 апреля 1935 года главами 22 стран, включая США.

Итак, будем утверждать Культуру и Знамя её — Знамя Мира. Культура в основе своей есть Эволюция, отрицая Культуру, заменяя её технократией, мы отвергаем эволюцию и нарушаем Космический Закон. (Рерих Е. И. Письма)

### Последние годы
После смерти мужа, в январе 1948 года Е. И. Рерих вместе со старшим сыном переехала в Дели, а затем в Кхандалу (пригород Бомбея), где они ожидали возвращения на Родину. Но в визах им было отказано. Они поселились в Калимпонге (Восточные Гималаи). Елена Ивановна продолжала надеяться, что им удастся вернуться домой, передать в дар российскому народу труды всей своей жизни и потрудиться на благо «Страны Лучшей» — так она называла Россию. Е. И. Рерих, как и Николай Константинович, никогда не меняла российского гражданства. Но все многочисленные прошения оставались без ответа.
5 октября 1955 года Елена Ивановна Рерих ушла из жизни. На месте её кремации ламы воздвигли белую ступу, на которой была высечена надпись: «Елена Рерих, жена Николая Рериха, мыслитель и литератор, давний друг Индии».

Мы верим, что Высшее Провидение охранит нашу родину от всяких посягательств и возрождённый дух народа сумеет дать отпор всем врагам. Потому мы приветствуем каждое начинание, имеющее целью оборону родины. Когда внешний враг ополчается на родину, все сыны её должны встать на защиту. Как писал Н. К.: „Поверх всех Россий есть одна незабываемая Россия“. Но эта Россия ещё не имела времени и возможности выявить свой истинный и чудесный лик. Мы верим в грядущий расцвет нашей родины, и эта вера даёт смысл нашему существованию». (Рерих Е. И. Письма)

## Память о Е. И. Рерих
Астероид «Рерих»

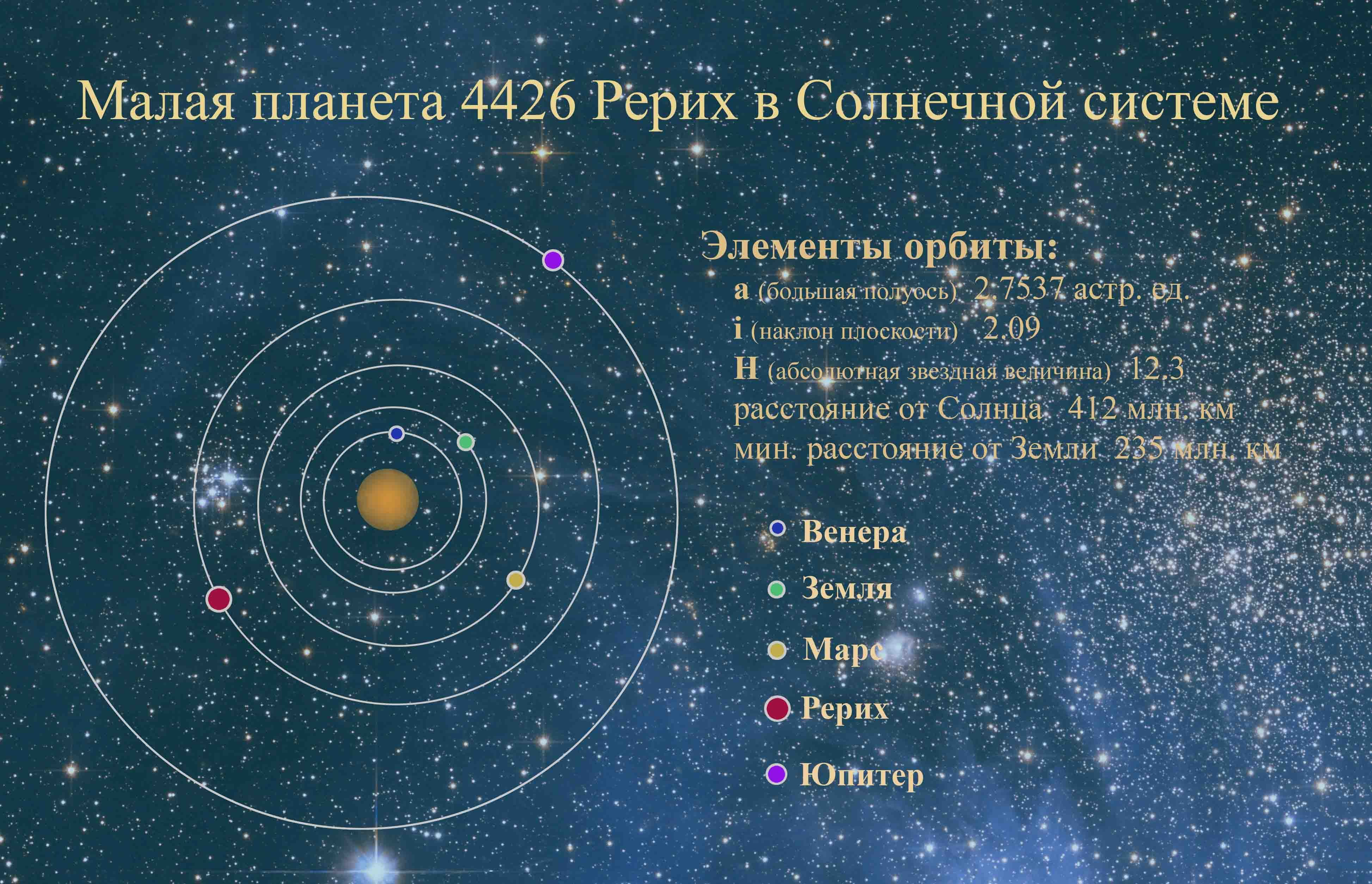
Малая планета «Рерих»

15 октября 1969 года астрономами Крымской астрофизической обсерватории Николаем Степановичем и Людмилой Ивановной Черных была открыта малая планета (астероид) в Солнечной системе и названа в честь семьи Рерихов. Зарегистрирован астероид под номером 4426.

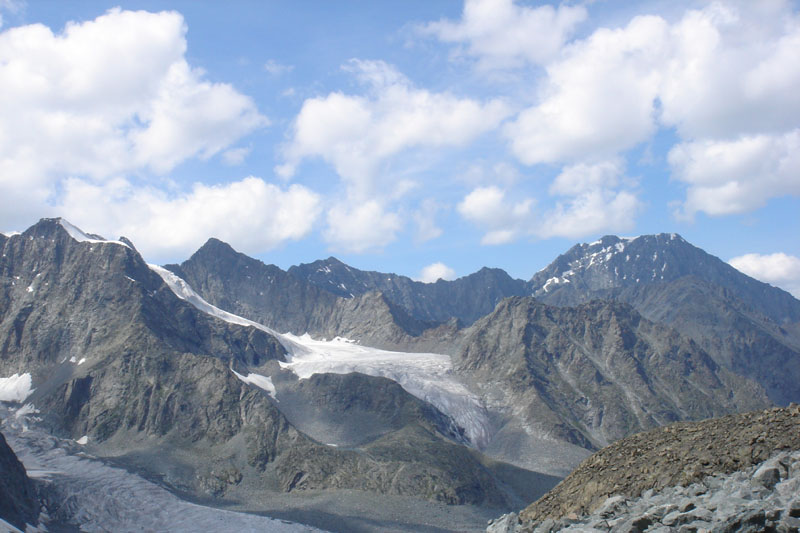
Алтай. Пики и перевалы, названные в честь семьи Рерихов

В октябре 1999 года в своём выступлении в Музее имени Н. К. Рериха об этом событии астроном Н. С. Черных, открывший более 500 астероидов, сказал: «Название было утверждено специальной комиссией Международного астрономического союза, состоящей из 11 представителей разных стран мира. Только при единогласном мнении название принимается. Появление малой планеты „Рерих“ — это международное признание творчества и выдающихся достижений Рерихов».
Географические объекты, названные в честь Е. И. Рерих
- Пик и перевал «Урусвати» на Алтае 
6 июля 1978 года группа альпинистов под руководством В. Пивоварова поднялась на безымянную вершину и прошла перевал между пиком Рериха и Белухой. Перевал и безымянная вершина (3500 м.) были названы именем «Урусвати» и посвящены Елене Ивановне Рерих[54].[неавторитетный источник]

Памятник Е. И. и Н. К. Рерихам в Москве
9 октября 1999 года во время юбилейных празднеств, посвящённых 125-летию со дня рождения Н. К. Рериха, 120-летию Е. И. Рерих в Москве, у входа в Музей имени Н. К. Рериха установлен памятник — скульптурное изображение Николая Константиновича и Елены Ивановны Рерихов.
Юбилейная медаль «Елена Рерих»
В 1999 году к 120-летию Е. И. Рерих Международным Центром Рерихов учреждена юбилейная медаль «Елена Рерих». Этой медалью награждаются учёные и общественные деятели, занимающиеся изучением и популяризацией многогранного наследия семьи Рерихов.
Музей Елены Рерих в Калимпонге
В 2005 году в Калимпонге (Индия) в уединённом двухэтажном особняке, известном как «Дом Крукети», открыт музей Елены Рерих. Здесь Е. И. Рерих провела свои последние годы жизни (1948—1955). Открытие музея было приурочено к 50-летней годовщине со дня её смерти.

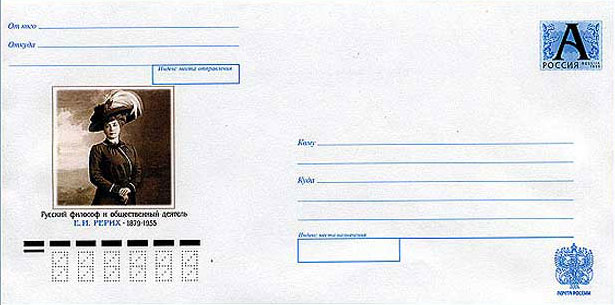
Маркированный конверт России, посвящённый 125-летию Елены Ивановны Рерих

Колледж искусств имени Е. И. Рерих
Колледж искусств имени Е. И. Рерих начал свою деятельность в здании Института «Урусвати» (Индия) с апреля 2003 года. Дети из Нагара и близлежащих деревень обучаются в Колледже по четырём предметам: индийской классической и фольклорной музыке, танцу, актёрскому мастерству и живописи.
Народная библиотека имени Е. И. Рерих
В алтайском селе Усть-Кокса создана Народная библиотека имени Е. И. Рерих. На начало 2012 года фонд библиотеки составил около 100 тыс. изданий. Её услугами пользуются более 1600 человек. С 2003 года библиотека является членом Российской Библиотечной Ассоциации и коллективным членом международной библиотечной ассоциации IFLA.
Благотворительный Фонд и Международная премия имени Е. И. Рерих
Благотворительный Фонд имени Е. И. Рерих создан в 2001 году в Москве в целях финансирования программ, связанных с популяризацией наследия семьи Рерихов и развитием культурных начинаний, имеющих своей задачей духовное развитие народов России. Фонд содействует деятельности в сфере образования, науки, культуры, искусства, просвещения. Одним из направлений деятельности Фонда является выявление молодых дарований в различных областях искусства и оказание им помощи с целью сохранения и развития их творческих способностей.
Благотворительным Фондом имени Е. И. Рерих в целях поощрения научных исследований, связанных с изучением многогранного научно-философского наследия семьи Рерихов учреждена Международная Премия имени Е. И. Рерих.

## Деятели науки, культуры и высших государственных органов о Елене Ивановне Рерих
Недостаточно оценена в литературе выдающаяся роль творчества Елены Ивановны Рерих. Это была не только красивая, но высоко образованная, удивительно эрудированная и талантливая женщина. <…> 

Её публикации, особенно её письма, полны глубоких мыслей, которые не могут не затронуть душу каждого человека, считающего себя культурным. Очень многие из этих мыслей касаются России, особенностей её духовного облика, её традиций и будущего. <…> 

Творчество семьи Рерихов — это драгоценные камни в короне русской культуры.
— А. Л. Яншин, академик РАН, президент Российской Экологической академии,
 Советник Президента Российской Федерации

Елена Рерих — удивительная русская женщина, выдающийся писатель и мыслитель, блестящий учёный и отважная путешественница, служившая источником вдохновения для своего легендарного мужа Николая Рериха — великого художника и гуманиста, исследователя и археолога, философа и историка.
— Николай Федюкович, Генеральный консул России в Калькутте

### Учение Живой Этики
- «Листы сада Мории». Париж, 1924 г.
- «Листы сада М.» /…/, 1925 г.
- «Община». Урга (Улан-Батор), 1926 г. (переиздана в новой версии в Риге, 1936 г.)
- «Агни Йога». Париж, 1929 г.
- «Беспредельность, 1 часть». Париж, 1930 г.
- «Беспредельность, 2 часть». Париж, 1930 г.
- «Иерархия». Париж, 1931 г.
- «Сердце». Париж, 1932 г.
- «Мир Огненный, 1 часть». Париж, 1933 г.
- «Мир Огненный, 2 часть». Рига, 1934 г.
- «Мир Огненный, 3 часть». Рига, 1935 г.
- «Аум». Рига, 1936 г.
- «Братство». Рига, 1937 г.
- «Надземное». Дата завершения книги — 1938 г. Манускрипт из 955 параграфов, впервые издан только в начале 90-х годов.

### Основные труды Е. И. Рерих

#### Прижизненные издания
Основные труды (часть работ вышла под псевдонимом):
1. Ханум Искандер. Чаша Востока: Письма Махатмы, Алатас: Нью-Йорк — Париж — Рига — Харбин, 1925.
2. Рокотова Н. Основы буддизма, Урга, 1926; Рига, 1940.
3. Яровская Н. Знамя Преподобного Сергия Радонежского, Алтаир: Рига, 1934.
4. Письма Е.Рерих. Т.1,2. Рига: Угунс, 1940.

#### Посмертные издания
1. Космическая эволюция и её цель // Мир Огненный.— 1999.— № 1 (20).— С. 57—63.
2. Рерих Е. И. Письма.— тт. 1—9.— М.: МЦР, 1999—2009.
3. Рерих Е. И. У порога Нового Мира.— М.: МЦР, 2000.
4. Рерих Е. И. Огонь Неопаляющий.— М.: МЦР, 2004.
5. Рерих Е. И. Письма Елены Рерих, 1929—1939 : текст писем и предисловия соответствует первому прижизненному изданию, подготовленному к печати Е. И. Рерих [Рига : Угунс, 1940] : в 2 т.,СПб: Государственный «Институт Культурных Программ», 2009.
6. Рерих Е. И. Философские рукописи «Огненный опыт», «Сны и видения», «Космологические записи», «Изучение качеств человека», а также отрывки из дневника Елены Рерих собраны в книге «На пороге нового мира», изданной МЦР в 1993 году (переиздана в 2000 году).

## Из философского наследия Елены Ивановны Рерих
- О Культуре
- О науке
- О женщине
- О России
- О Живой Этике
- О мысли
- О сердце
- О Законах Космоса
- О Космической Эволюции

(материалы на сайте Благотворительного Фонда имени Елены Ивановны Рерих)

### Международные организации и Фонды
- Международный Центр Рерихов
- Благотворительный Фонд имени Елены Ивановны Рерих

 — Международная Премия имени Елены Ивановны Рерих
- Международный Мемориальный Трест Рерихов
- Музей Рерихов в Москве https://www.orientmuseum.ru/collections/sohranyaya_kulturu._muzey_rerihov_na_vdnh/index.php

### Мероприятия, посвящённые памяти Е. И. Рерих
- Торжественный вечер, посвящённый Е. И. Рерих / Интернет-портал «Музеи России», 12.02.2017 г.
- Вечер, посвящённый дню рождения Елены Ивановны Рерих  (недоступная ссылка) / Сайт Министерства культуры Российской Федерации, 16.02.2011
- Конференция, посвящённая 130-летию Е. И. Рерих, в Центре-Музее имени Н. К. Рериха / Интернет-портал «Музеи России», 10.10.2009 г.
- Выставка «Жить на Земле, касаясь Неба» в Музее имени Н. К. Рериха / Интернет-портал «Музеи России», 9.10.2009 г.
- 130-летие Е. И. Рерих в Музее Г. Р. Державина и русской словесности его времени / Интернет-портал «Музеи России», 5.03.2009 г.
- Празднование 130-летнего юбилея Е. И. Рерих в Международном Центре-Музее имени Н. К. Рериха / Интернет-портал «Музеи России», 16.02.2009 г.
- 130-летний юбилей Елены Ивановны Рерих в Ярославле / Интернет-портал «Музеи России», 11.02.2009 г.
- Вечер памяти Е. И. Рерих в Центре-Музее имени Н. К. Рериха / Интернет-портал «Музеи России», 16.02.2007 г.
- Юбилей Елены Ивановны Рерих в Ярославле / Интернет-портал «Музеи России», 12.02.2004 г.

### Картины, посвящённые Е. И. Рерих
- Картины Н. К. Рериха, посвящённые Е. И. Рерих
- Портреты Е. И. Рерих кисти С. Н. Рериха